# Afonso Cláudio
Afonso Cláudio este un oraș în unitatea federativă Espírito Santo (ES) din Brazilia.
1. ↑   https://cidades.ibge.gov.br/brasil/es/afonso-claudio/panorama Lipsește sau este vid: |title= (ajutor)